# Lepyronia quadrangularis
Lepyronia quadrangularis är en insektsart som först beskrevs av Thomas Say 1825.  Lepyronia quadrangularis ingår i släktet Lepyronia och familjen spottstritar. Inga underarter finns listade i Catalogue of Life.